# ميغيل ريفاس
ميغيل أنخيل بوريللي ريفاس (بالإسبانية: Miguel Ángel Burelli Rivas) (8 يوليو 1922 – 22 أكتوبر 2003) كان محاميًا ودبلوماسيًا وسياسيًا فنزويليًا بارزًا، لعب دورًا مهمًا في الحياة السياسية والدبلوماسية لفنزويلا خلال النصف الثاني من القرن العشرين.

## الحياة المهنية
بدأ بوريللي ريفاس مسيرته المهنية كمحامٍ، وبرز لاحقًا في الحقل السياسي والدبلوماسي. عُيِّن مديرًا عامًا لوزارة الشؤون الداخلية، وهو منصب يتطلب كفاءة إدارية وأمنية عالية. لاحقًا، في عام 1964، عُيِّن وزير العدل في حكومة الرئيس راؤول ليوني، حيث أشرف على الشؤون القانونية والإصلاح القضائي.
في تسعينيات القرن العشرين، شغل بوريللي ريفاس منصب وزير الخارجية الفنزويلي من عام 1994 حتى 1999، خلال فترة رئاسة رافائيل كالديرا، وكان مسؤولًا عن السياسة الخارجية في واحدة من أكثر الفترات حساسية في علاقات فنزويلا الدولية.

## الطموح الرئاسي
ترشح بوريللي ريفاس لمنصب رئيس فنزويلا مرتين: الأولى في انتخابات عام 1968، والثانية في انتخابات عام 1973، كمرشح مستقل، لكنه لم يحقق الفوز في أيٍ من الحملتين.

## الترشح للأمانة العامة لمنظمة الدول الأمريكية
في عام 1994، ترشح بوريللي ريفاس رسميًا لمنصب الأمين العام لمنظمة الدول الأمريكية (OEA)، وواجه مرشحين من دول أمريكا اللاتينية الأخرى، إلا أنه لم يُنتخب لهذا المنصب.

## وفاته
توفي ميغيل أنخيل بوريللي ريفاس في 22 أكتوبر 2003 في العاصمة كاراكاس عن عمر ناهز 81 عامًا، بعد مسيرة سياسية ودبلوماسية امتدت لأكثر من خمسة عقود.